# Атанасиу, Жан

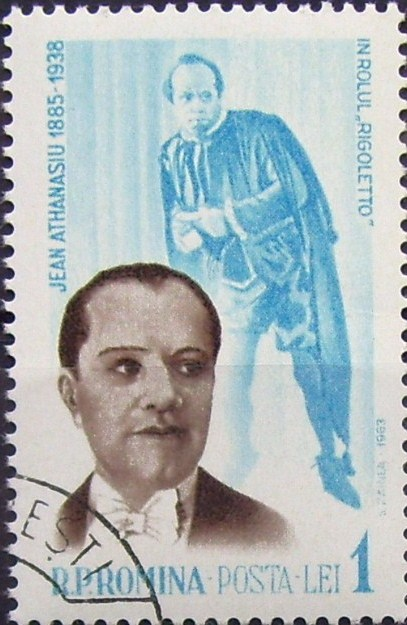
Почтовая марка Румынии с изображением Жана Атанасиу и его в роли Риголетто (1964)

Жан Атанасиу (рум. Jean Athanasiu; 28 января 1885, Бухарест — 20 ноября 1938, там же) — румынский оперный певец. Баритон.
Учился в Бухаресте, затем пел на сценах Турина, Падуи, Палермо. В годы Первой мировой войны пел в военных госпиталях. Вернувшись в Румынию, выступал на сцене оперного театра г. Клуж-Напока. Солист Бухарестской оперы с момента её основания в 1919 году. Особенно сильное впечатление производил в партии Амонасро («Аида» Дж. Верди).
Сохранились отдельные записи: песня Р. Шумана «Два гренадера», романс П. И. Чайковского «Ночь» (Op. 60 No. 9), «Распятие» Ж.-Б. Фора.

## Избранный репертуар
- Амонасро («Аида» Дж. Верди)
- Риголетто («Риголетто» Дж. Верди),
- Ренато (Бал-маскарад Дж. Верди
- Барон Скарпиа («Тоска» Пуччини),
- Князь Игорь («Князь Игорь» А. П. Бородина)